# پوئرتو مونتت
پوئرتو مونتت (به انگلیسی: Puerto Montt) از شهرهای کشور شیلی است. پرتو مونت در مرکز این کشور قرار دارد.
پوئرتو مونتت زیر مجموعه استان یانکیووئه و زیرمجموعه ناحیه لوس لاگوس می‌باشد.
مساحت این شهر ۱٬۶۷۳ کیلومتر مربع و جمعیت آن ۱۷۵٬۹۳۸ نفر است.

## نگارخانه

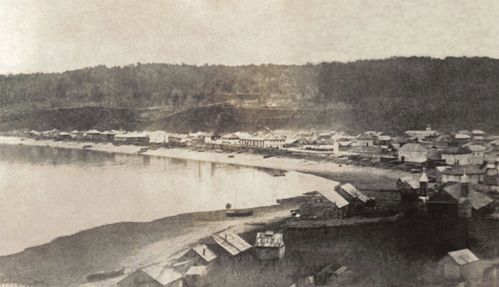
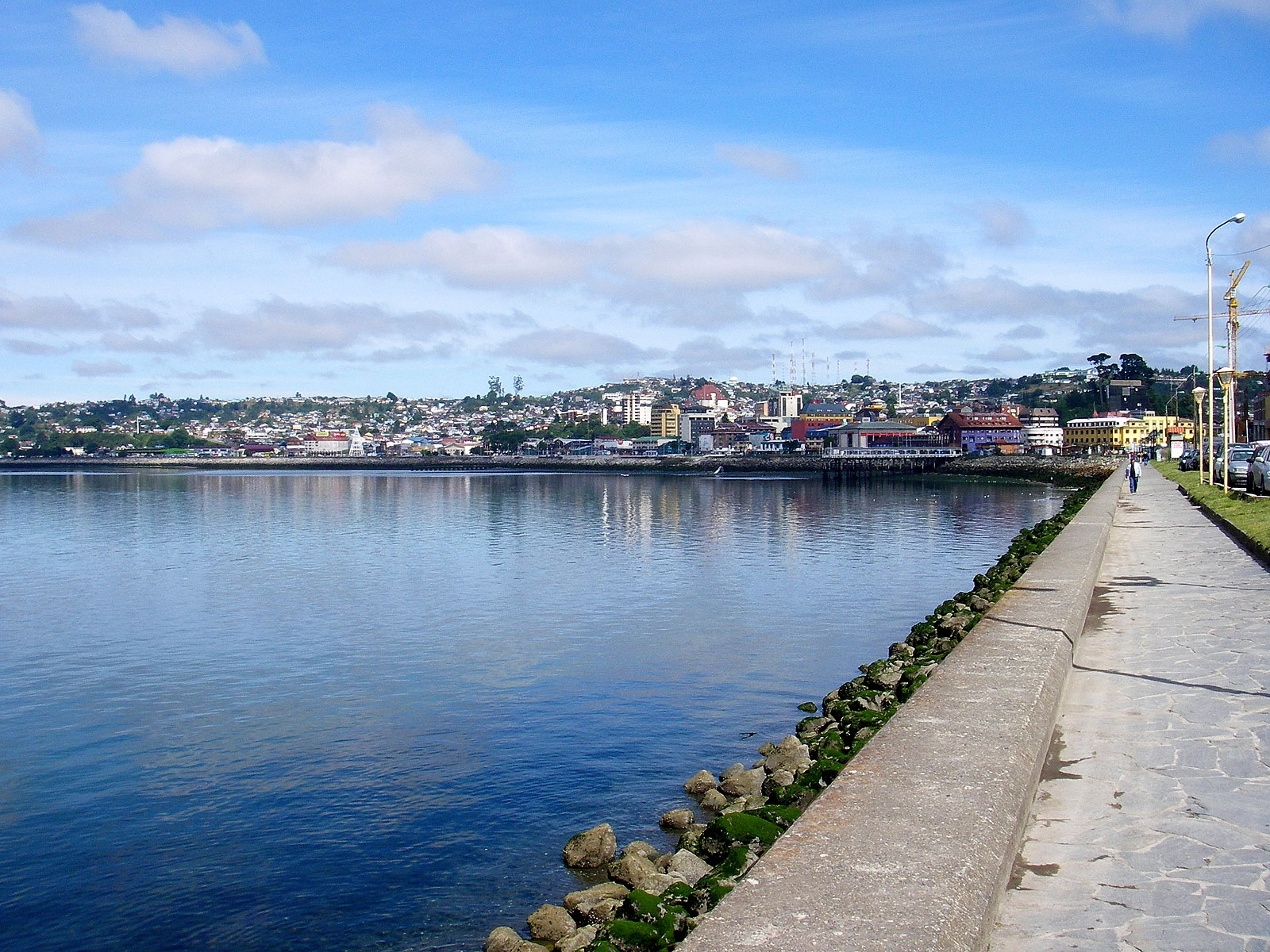
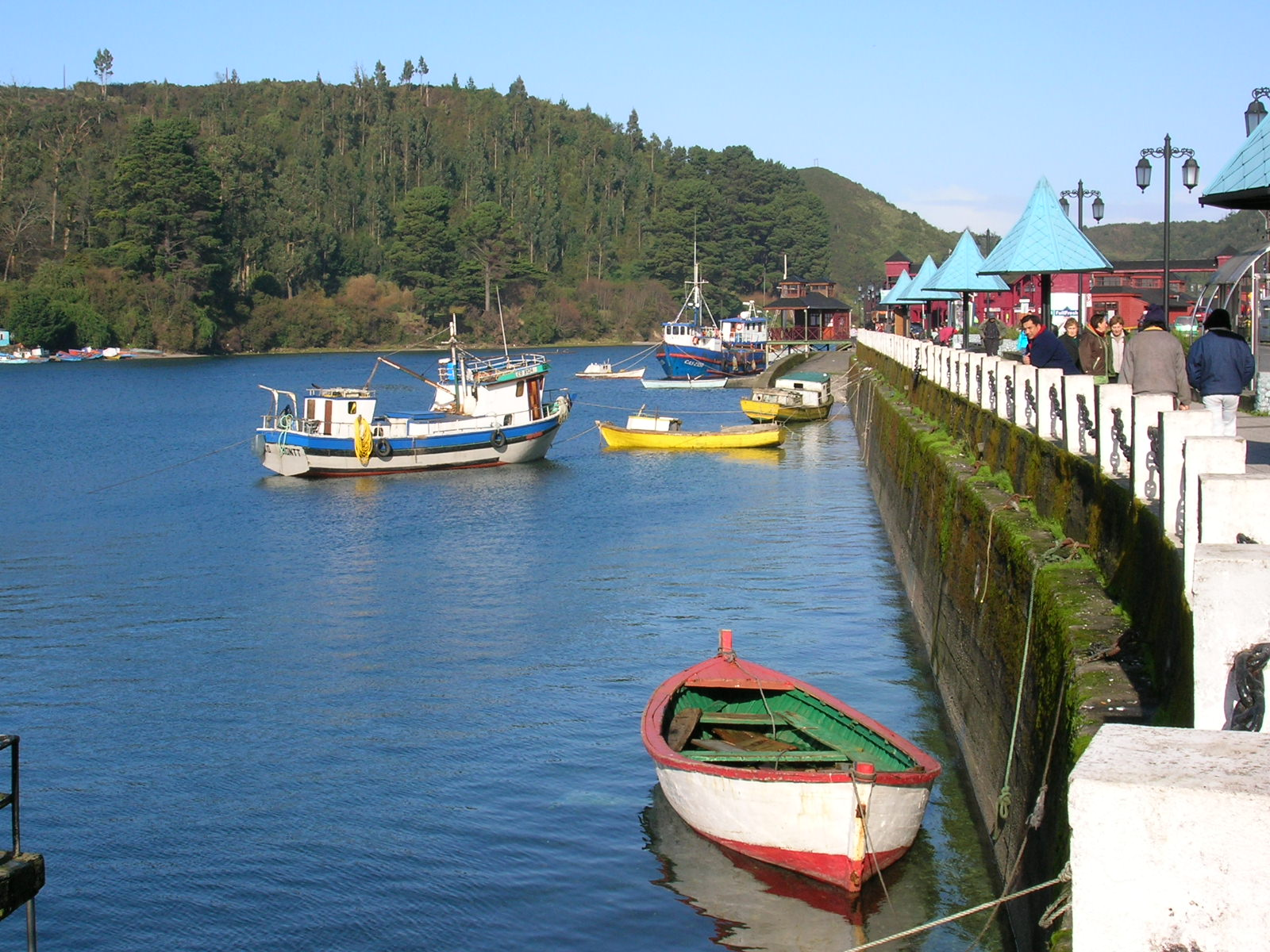
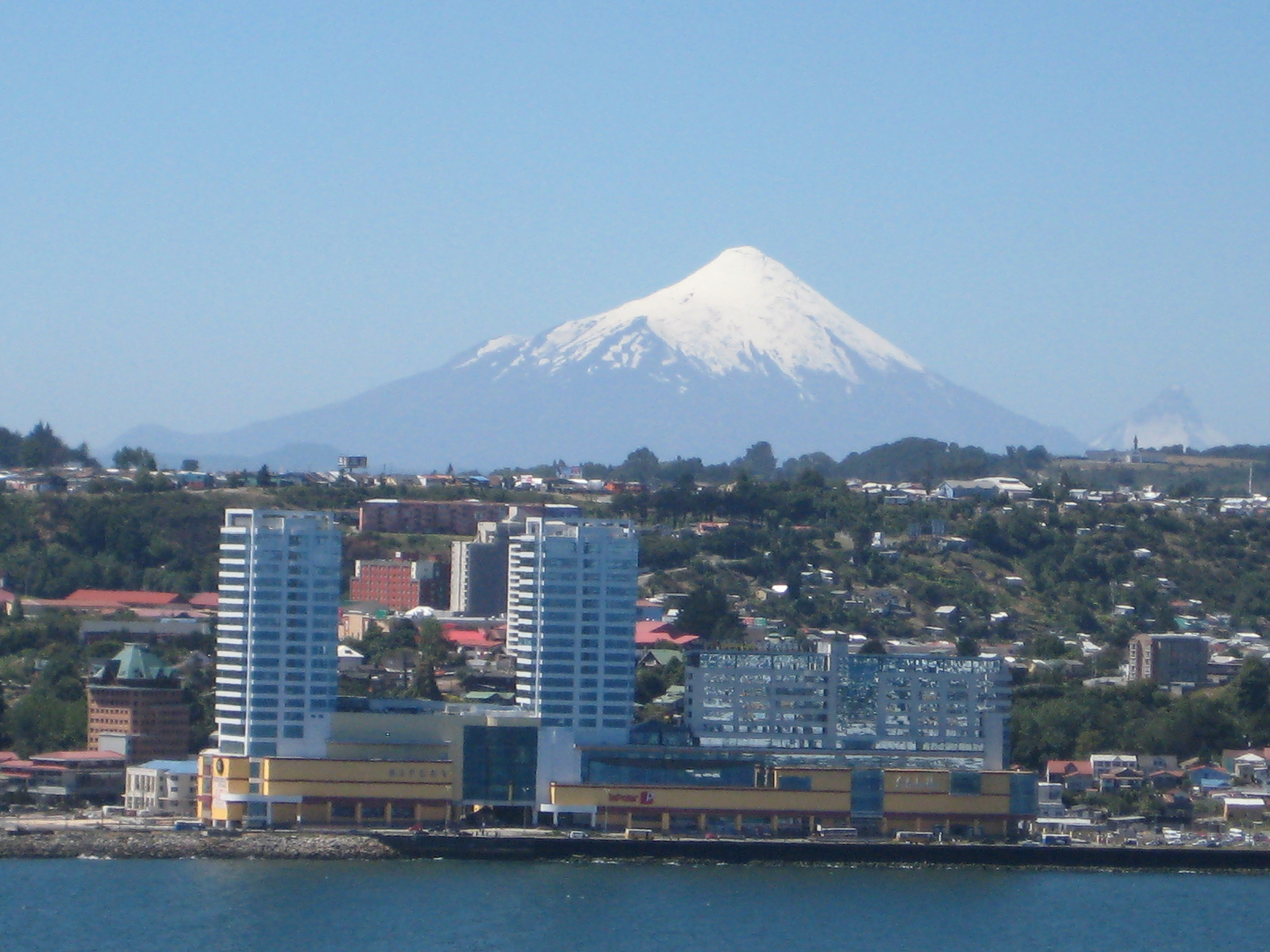

## تقسیمات
